# 389 Industria
A 389 Industria (ideiglenes jelöléssel 1894 BB) a Naprendszer kisbolygóövében található aszteroida. Auguste Charlois fedezte fel 1894. március 8-án.